# Girolamo Morone

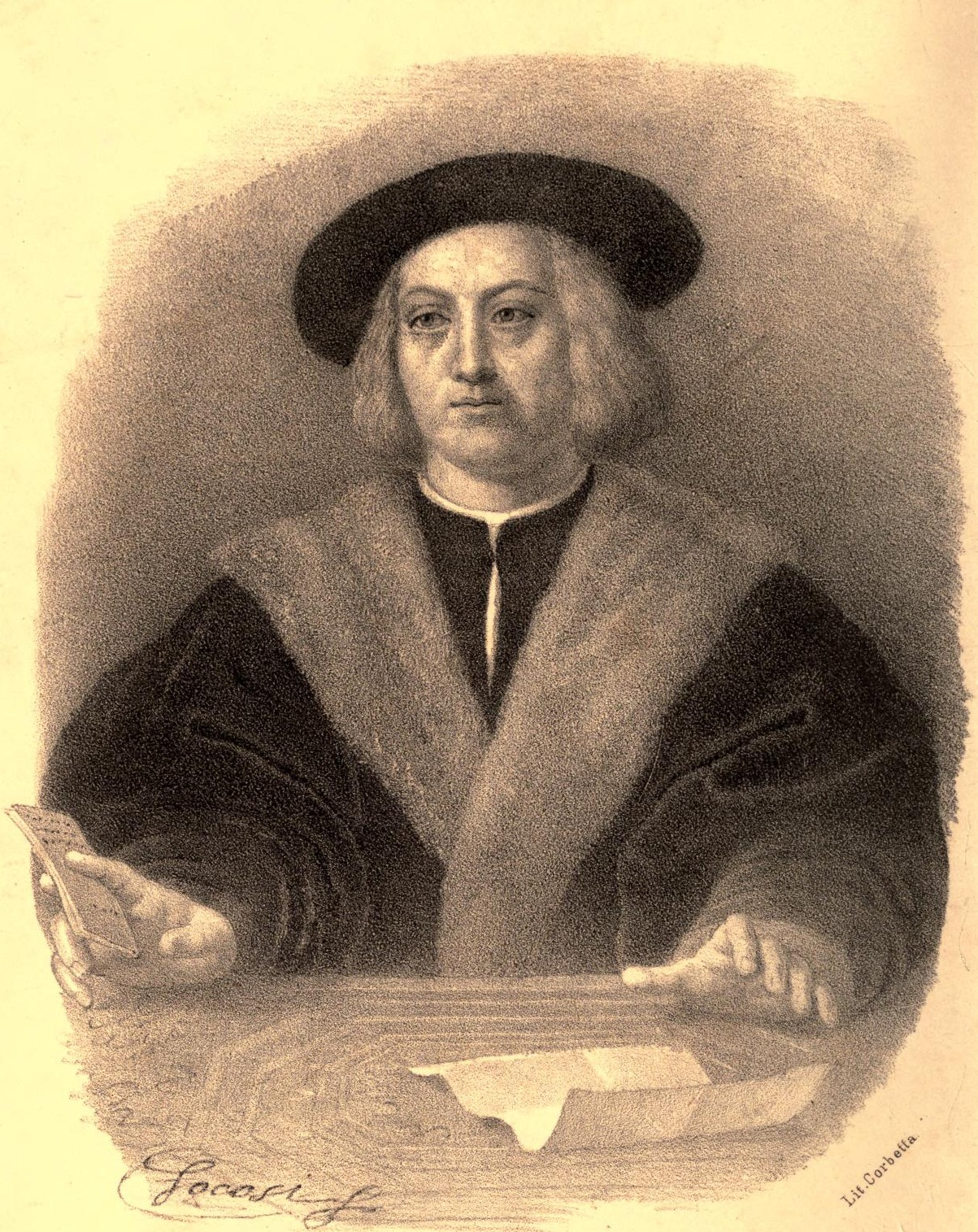
Retrato de Girolamo Morone existente en el palacio del duque Tomaso Scotti

Girolamo o Gerolamo Morone (Milán, 1470 – San Casciano in Val di Pesa, 15 de diciembre de 1529), hijo de Giovanni di Bartolommeo Morone y Anna Fossati, fue un noble - conde de Lecco - y político lombardo, lugarteniente y gran canciller del duque de Milán, Francisco II Sforza. Fue padre del cardenal Giovanni Girolamo Morone. 

## Vida
Estudió leyes en la Universidad de Pavía, colegiándose como jurisconsulto, para ejercer luego como abogado fiscal. 
Entre 1499 y 1512 colaboró con Luis XII de Francia que había conquistado el ducado. A Maximiliano Sforza le sirvió como embajador ante el pontífice León X. 
Bajo el dominio de Francisco I de Francia mantiene correspondencia secreta con los descontentos con el nuevo señor, pero al descubrirse una trama por los franceses en 1518, para más seguridad se desplaza a Trento para residir cerca del exiliado Francisco II Sforza. En 1521 se rebela el ducado contra Francisco I y gracias a la presión del ejército pontificio-imperial, Francisco puede ingresar en Milán el 29 de marzo de 1522, restituyendo su gobierno y nombrando a Morone gran canciller, siendo el principal consejero del duque.  
Prosigue la guerra con Francia por el dominio del norte de Italia, hasta que en la batalla de Pavía, Francisco I es apresado y la balanza se inclina a favor del Emperador. Entonces Morone, temiendo que el ducado había de quedar ahora bajo la tutela de la casa de Austria, procede a conspirar contra el Emperador Carlos V, ofreciéndole a Fernando de Ávalos, marqués de Pescara, vencedor en Pavía, la corona de Nápoles por la defección a su señor y la adhesión a una liga de estados italianos, pero éste reveló la conjura y le hizo encarcelar. 
Tras este revés, no obstante, Morone pasó al servicio del Emperador, acompañó al ejército imperial en el Saco de Roma de 1527 y fue nombrado comisario general del ejército, en sustitución del fallecido Fernando Marín, abad de Nájera. 
Moriría ejerciendo su cargo durante el asedio de Florencia. 